# Пойнетт (Вісконсин)
Пойнетт (англ. Poynette) — селище (англ. village) в США, в окрузі Колумбія штату Вісконсин. Населення — 2590 осіб (2020).

## Географія
Пойнетт розташований за координатами 43°23′32″ пн. ш. 89°24′17″ зх. д. / 43.39222° пн. ш. 89.40472° зх. д. (43.392165, -89.404787).  За даними Бюро перепису населення США в 2010 році селище мало площу 6,67 км², з яких 6,61 км² — суходіл та 0,06 км² — водойми.

## Демографія
Згідно з переписом 2010 року, у селищі мешкало 2528 осіб у 1046 домогосподарствах у складі 670 родин. Густота населення становила 379 осіб/км².  Було 1122 помешкання (168/км²).
Расовий склад населення:
| - 96,6 % — білих - 0,9 % — чорних або афроамериканців - 0,8 % — корінних американців - 0,3 % — азіатів |

До двох чи більше рас належало 1,2 %. Частка іспаномовних становила 1,6 % від усіх жителів.
За віковим діапазоном населення розподілялося таким чином: 26,8 % — особи молодші 18 років, 62,4 % — особи у віці 18—64 років, 10,8 % — особи у віці 65 років та старші. Медіана віку мешканця становила 36,8 року. На 100 осіб жіночої статі у селищі припадало 97,3 чоловіків;  на 100 жінок у віці від 18 років та старших — 93,2 чоловіків також старших 18 років.
Середній дохід на одне домашнє господарство  становив 68 671 долар США (медіана — 60 449), а середній дохід на одну сім'ю — 78 674 долари (медіана — 72 431). Медіана доходів становила 47 222 долари для чоловіків та 41 190 доларів для жінок. За межею бідності перебувало 8,6 % осіб, у тому числі 11,0 % дітей у віці до 18 років та 6,7 % осіб у віці 65 років та старших.
Цивільне працевлаштоване населення становило 1376 осіб. Основні галузі зайнятості: освіта, охорона здоров'я та соціальна допомога — 16,9 %, роздрібна торгівля — 15,5 %, виробництво — 15,3 %.